# Roelly Winklar
Egberton Rulove Etienne-Winklaar, detto Roelly (Curaçao, 22 giugno 1977), è un culturista olandese.
Soprannominato The Beast, è noto soprattutto per i salti mortali che effettua sui palchi.

## Biografia

### Infanzia
Nato a Curaçao, suo padre morì in un incidente motociclistico quando aveva solo 4 anni e dopo questo avvenimento la sua famiglia (composta dalla madre e dal fratello) si trasferisce a Rotterdam.

### Carriera nel culturismo
Nel 2007 Winklaar entra nel mondo del culturismo diventando professionista nel 2009 e nel 2010 vince il New York Pro Championship qualificandosi al suo primo Mr. Olympia dove arriva nono.
Winklaar è considerato uno dei migliori culturisti della sua generazione dimostrando sempre un'ottima combinazione tra massa e condizione.

## Altre attività
Winklaar ha partecipato ai documentari Generation Iron, Generation Iron 2 e Generation Iron 3 assieme ad altri suoi colleghi; ha anche partecipato al film Bigger dove appare in un cameo nei panni di un buttafuori.

## Vita privata
Ha un fratello minore di nome Quincy, anche lui culturista.